# Francisco de Borbón-Vendôme (1616-1669)

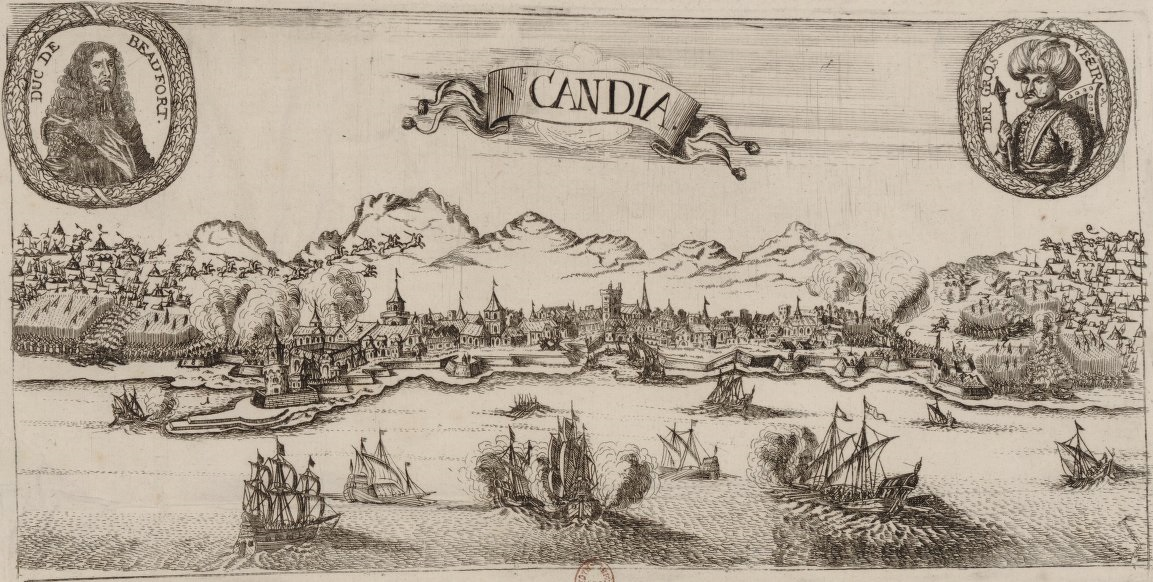
Vista del Sitio de Candía en 1669, durante la intervención del escuadrón del duque de Beaufort.

Francisco de Borbón-Vendôme, duque de Beaufort (Coucy, Francia, 16 de enero de 1616 - Heraclión, Grecia, 25 de junio de 1669), conocido como El Rey de Halles (1665), fue un  caballero y militar francés del siglo XVII.

## Primeros años de vida
Fue hijo de César de Vendôme y de Francisca de Lorena, fue nieto de Enrique IV de Francia. Permaneció soltero toda su vida y murió sin dejar descendencia. Fue primo-hermano del rey Luis XIV de Francia.

### Vida pública
Entra muy joven a la armada ya que participaba en la expedición de Saboya desde 1628 con tan sólo doce años. Sobresale en los sitios de las ciudades de Corbie, Hesdin y Arras.
Siguiendo el ejemplo de su padre, conspira contra el Cardenal Richelieu y tuvo que exiliarse durante un tiempo en Inglaterra.
En 1643, fue jefe de una conspiración contra el Cardenal Mazarino. Ana de Austria lo hace arrestar y encarcelar en el Castillo de Vincennes, del cual se fuga en 1648. Se esconde primero en el Castillo de Chenonceau y después en Vendôme.
Juega un papel importante durante la Fronda en 1649.  En 1652, estando en desacuerdo con su cuñado el duque de Nemours, se bate en duelo con él y lo mata. Los parisinos lo apodan el «Rey de Halles».
Sometido, se reconcilia con la Corona en 1653, y estuvo a cargo de varias expediciones importantes. Nombrado con el cargo de gran maestro, jefe y superintendente general de la navegación, comanda en 1662 la flota francesa y logra varios éxitos contra los turcos en el Mediterráneo. 
En 1665, batalla dos veces contra los argelinos en el mar. En 1669, lleva ayuda a los venecianos para luchar contra los turcos, y dirige las tropas francesas a defender Candía contra las tropas otomanas. Fue asesinado durante un asalto el 25 de junio de 1669. 
Su cuerpo nunca fue descubierto en el campo de batalla, esta desaparición dará lugar en el siglo XVII y XVIII a un cierto número de leyendas, como el haber sido un famoso prisionero de un sultán o identificado como el hombre de la máscara de hierro.

## Ficción
El duque de Beaufort aparece en Veinte años después de Alejandro Dumas así como en su continuación, El vizconde de Bragelonne. Igualmente es uno de los héroes principales de la novela en tres tomos de Juliette Benzoni, Secreto de Estado. 